# Linxament
Un linxament és l'execució sense judici per part d'una multitud a un sospitós o a un reu. El seu origen ve del nord-americà Charles Lynch, jutge de l'estat nord-americà de Virgínia en el segle xviii, qui en 1780 va ordenar l'execució d'una banda de conservadors (tories) sense donar lloc a judici. Es pot produir sense arribar a causar la mort a la víctima, encara que aquesta sol ser la intenció inicial de l'agressió.
Normalment és un acte que està fora de la llei, i penat per protegir l'ordre públic, ja que l'Estat ha de defensar el seu monopoli de la força (ius puniendi). Se sol produir de manera espontània per motius sociològics concrets, normalment per la commoció social d'un delicte concret. No obstant això, també es pot produir per motius racistes, religiosos, polítics, etc. I fins i tot estar planificat amb antelació.
En països en desenvolupament es produeix ocasionalment tant en el medi rural com l'urbà. S'ha tractat de conscienciar l'estat de dret, pel fet que alguns són planejats per grups d'interès o com a fruit d'acusacions falses.